# James McTeigue
James McTeigue (n. 29 decembrie 1967) este un regizor australian. A fost regizor-asistent la numeroase filme, printre care Evadare din Absolom (1994), trilogia Matrix (1999–2003) sau Războiul stelelor - Episodul II: Atacul clonelor (2002). A debutat ca regizor în 2006 cu V for Vendetta.